# Catharopeza bishopi
La reininta de San Vicente (Catharopeza bishopi) es una especie de ave paseriforme de la familia Parulidae endémica de la isla de San Vicente, en las Antillas Menores. Es la única especie del género Catharopeza.

## Descripción
La reinita de San Vicente mide alrededor de 14,5 cm de largo. Los adultos tienen el plumaje de sus partes superiores y garganta negruzco, además presentan una banda negruzca ancha que atraviesa su pecho, dejando una media luna blanca en la parte superior del pecho. Sus flancos son grisáceos y el resto de sus partes inferiores son blanquecinas. Además presenta un ancho anillo ocular blanco y una pequeña mancha blanquecina en el lorum. También tiene blancas las puntas de las plumas laterales de la cola. Los inmaduros tienen un patrón similar pero en tonos pardos y anteados.

## Distribución y hábitat
Se encuentra únicamente en los bosques húmedos de los montes del interior de la isla de San Vicente, salvo en las cumbres del volcán La Soufrière del norte de la isla. Se encuentra amenazada por la pérdida de hábitat.